# Districte electoral de Puigcerdà
El districte de Puigcerdà fou una circumscripció electoral del Congrés dels Diputats utilitzada en les eleccions generals espanyoles entre 1871 i 1923. Es tractava d'un districte uninominal, ja que només era representat per un sol diputat.

## Àmbit geogràfic
El districte comprenia tot el partit judicial de Puigcerdà i la part nord del districte d'Olot. Aquest territori correspon amb la part gironina de la Baixa Cerdanya, el Ripollès i el nord de la Garrotxa.

## Diputats electes
| Elecció | Elecció        | Diputat                            | Partit/Ideologia                    |
| ------- | -------------- | ---------------------------------- | ----------------------------------- |
|         | 1871           | Joan Fabra i Floreta               | Liberal                             |
|         | Agost 1872     | Adolf Clavé i Flaquer              | Sense dades                         |
|         | 1873           | Francesc de Paula Roqué i Feliu    | Partit Republicà Democràtic Federal |
|         | 1876           | Joan Fabra i Floreta               | Liberal                             |
|         | 1879           | Fèlix Macià i Bonaplata            | Liberal                             |
|         | 1890 (parcial) | Josep d'Oriola-Cortada i de Salses | Conservador                         |
|         | 1893           | Pere Antoni Torres i Jordi         | Liberal                             |
|         | 1896           | Ferran Puig i Mauri                | Conservador                         |
|         | 1907           | Eusebi Bertrand i Serra            | Lliga Regionalista (solidari)       |
|         | 1923           | Joan Dagas i Puigbó                | Reformista                          |

## Resultats electorals

### Dècada de 1920
| Eleccions generals del 29/04/1923 |                    |                         |        |      |
| Partit/Ideologia                  | Partit/Ideologia   | Candidat                | Vots   | %    |
|                                   | Reformista         | Joan Dagas i Puigbó     | 3.889  | 50,3 |
|                                   | Lliga Regionalista | Eusebi Bertrand i Serra | 3.787  | 49,0 |
|                                   | Altres             | Altres                  | 31     | 0,4  |
| Vots en blanc                     | Vots en blanc      | Vots en blanc           | 27     | 0,3  |
| Total                             | Total              | Total                   | 7.734  | 100  |
| Cens/participació                 | Cens/participació  | Cens/participació       | 10.454 | 74,0 |

| Eleccions generals del 19/12/1920 |                                        |                         |        |      |
| Partit/Ideologia                  | Partit/Ideologia                       | Candidat                | Vots   | %    |
|                                   | Lliga Regionalista                     | Eusebi Bertrand i Serra | 4.558  | 82,7 |
|                                   | Unió Monàrquica Nacional (conservador) | Juli Fournier i Cuadros | 60     | 1,1  |
|                                   | Reformista                             | Joan Dagas i Puigbó     | 0      | 0,0  |
|                                   | Altres                                 | Altres                  | 816    | 14,8 |
| Vots en blanc                     | Vots en blanc                          | Vots en blanc           | 76     | 1,4  |
| Total                             | Total                                  | Total                   | 5.510  | 100  |
| Cens/participació                 | Cens/participació                      | Cens/participació       | 10.460 | 52,7 |

### Dècada de 1910
| Eleccions generals del 24/02/1918 |                      |                         |        |      |
| Partit/Ideologia                  | Partit/Ideologia     | Candidat                | Vots   | %    |
|                                   | Lliga Regionalista   | Eusebi Bertrand i Serra | 4.519  | 66,5 |
|                                   | Coalició d'esquerres | Isidre Riu i Puig       | 2.159  | 31,8 |
|                                   | Altres               | Altres                  | 80     | 1,2  |
| Vots en blanc                     | Vots en blanc        | Vots en blanc           | 38     | 0,6  |
| Vots nuls                         | Vots nuls            | Vots nuls               | 4      | 0,1  |
| Total                             | Total                | Total                   | 6.800  | 100  |
| Cens/participació                 | Cens/participació    | Cens/participació       | 10.835 | 62,8 |

| Eleccions generals del 08/03/1914 |                    |                         |        |      |
| Partit/Ideologia                  | Partit/Ideologia   | Candidat                | Vots   | %    |
|                                   | Lliga Regionalista | Eusebi Bertrand i Serra | 4.439  | 58,3 |
|                                   | Reformista         | Joan Dagas i Puigbó     | 3.152  | 41,4 |
|                                   | Altres             | Altres                  | 5      | 0,1  |
| Vots en blanc                     | Vots en blanc      | Vots en blanc           | 20     | 0,3  |
| Vots nuls                         | Vots nuls          | Vots nuls               | 2      | 0,0  |
| Total                             | Total              | Total                   | 7.618  | 100  |
| Cens/participació                 | Cens/participació  | Cens/participació       | 10.511 | 72,5 |

| Elecció parcial del 04/09/1910 |                    |                         |                                                     |
| Partit/Ideologia               | Partit/Ideologia   | Candidat                | Vots                                                |
|                                | Lliga Regionalista | Eusebi Bertrand i Serra | Electe mitjançant l'article 29 de la llei electoral |

| Eleccions generals del 08/05/1910 |                    |                            |        |      |
| Partit/Ideologia                  | Partit/Ideologia   | Candidat                   | Vots   | %    |
|                                   | Lliga Regionalista | Eusebi Bertrand i Serra    | 5.716  | 65,0 |
|                                   | Liberal            | Pedro Pedraza de la Pascua | 3.051  | 34,7 |
|                                   | Altres             | Altres                     | 9      | 0,1  |
| Vots en blanc                     | Vots en blanc      | Vots en blanc              | 22     | 0,3  |
| Total                             | Total              | Total                      | 8.798  | 100  |
| Cens/participació                 | Cens/participació  | Cens/participació          | 10.968 | 80,2 |

### Dècada de 1900
| Eleccions generals del 21/04/1907 |                               |                         |        |      |
| Partit/Ideologia                  | Partit/Ideologia              | Candidat                | Vots   | %    |
|                                   | Lliga Regionalista (solidari) | Eusebi Bertrand i Serra | 6.114  | 90,4 |
|                                   | Conservador anti-solidari     | Ferran Puig i Mauri     | 643    | 9,5  |
|                                   | Altres                        | Altres                  | 7      | 0,1  |
| Total                             | Total                         | Total                   | 6.764  | 100  |
| Cens/participació                 | Cens/participació             | Cens/participació       | 10.089 | 67,0 |

| Eleccions generals del 10/11/1905 |                   |                           |       |      |
| Partit/Ideologia                  | Partit/Ideologia  | Candidat                  | Vots  | %    |
|                                   | Conservador       | Ferran Puig i Mauri       | 4.643 | 84,6 |
|                                   | Republicà         | José Jonama               | 665   | 12,1 |
|                                   | Republicà         | Nicolás Salmerón y Alonso | 112   | 2,0  |
|                                   | Altres            | Altres                    | 65    | 1,2  |
| Total                             | Total             | Total                     | 5.485 | 100  |
| Cens/participació                 | Cens/participació | Cens/participació         | 9.256 | 59,3 |

| Elecció parcial del 26/05/1903 |                   |                     |       |      |
| Partit/Ideologia               | Partit/Ideologia  | Candidat            | Vots  | %    |
|                                | Conservador       | Ferran Puig i Mauri | 7.080 | 98,1 |
|                                | Altres            | Altres              | 139   | 1,9  |
| Total                          | Total             | Total               | 7.219 | 100  |
| Cens/participació              | Cens/participació | Cens/participació   | 9.931 | 72,7 |

| Eleccions generals del 19/05/1901 |                   |                     |       |      |
| Partit/Ideologia                  | Partit/Ideologia  | Candidat            | Vots  | %    |
|                                   | Conservador       | Ferran Puig i Mauri | 6.667 | 99,3 |
|                                   | Altres            | Altres              | 49    | 0,7  |
| Total                             | Total             | Total               | 6.716 | 100  |
| Cens/participació                 | Cens/participació | Cens/participació   | 9.353 | 71,8 |

### Dècada de 1890
| Eleccions generals del 16/04/1899 |                   |                   |       |      |
| Partit/Ideologia                  | Partit/Ideologia  | Candidat          | Vots  | %    |
|                                   | Conservador       | Ferran Puig Mauri | 6.208 | 81,6 |
|                                   | Altres            | Altres            | 1.402 | 18,4 |
| Total                             | Total             | Total             | 7.610 | 100  |
| Cens/participació                 | Cens/participació | Cens/participació | 9.663 | 78,8 |

| Eleccions generals del 27/03/1898 |                   |                   |       |      |
| Partit/Ideologia                  | Partit/Ideologia  | Candidat          | Vots  | %    |
|                                   | Conservador       | Ferran Puig Mauri | 7.606 | 97,8 |
|                                   | Altres            | Altres            | 174   | 2,2  |
| Total                             | Total             | Total             | 7.780 | 100  |
| Cens/participació                 | Cens/participació | Cens/participació | 9.825 | 79,2 |

| Eleccions generals del 12/04/1896 |                   |                   |       |      |
| Partit/Ideologia                  | Partit/Ideologia  | Candidat          | Vots  | %    |
|                                   | Conservador       | Ferran Puig Mauri | 5.777 | 77,4 |
|                                   | Altres            | Altres            | 1.683 | 22,6 |
| Total                             | Total             | Total             | 7.460 | 100  |
| Cens/participació                 | Cens/participació | Cens/participació | 9.260 | 80,6 |

| Eleccions generals del 05/03/1893 |                   |                            |       |      |
| Partit/Ideologia                  | Partit/Ideologia  | Candidat                   | Vots  | %    |
|                                   | Liberal           | Pere Antoni Torres i Jordi | 3.665 | 56,9 |
|                                   | Altres            | Altres                     | 2.772 | 43,1 |
| Total                             | Total             | Total                      | 6.437 | 100  |
| Cens/participació                 | Cens/participació | Cens/participació          | 9.182 | 70,1 |

| Eleccions generals del 01/02/1891 |                  |                                    |       |
| Partit/Ideologia                  | Partit/Ideologia | Candidat                           | Vots  |
|                                   | Conservador      | Josep d'Oriola-Cortada i de Salses | 4.936 |

| Elecció parcial del 27/04/1890 |                  |                                    |      |      |
| Partit/Ideologia               | Partit/Ideologia | Candidat                           | Vots | %    |
|                                | Conservador      | Josep d'Oriola-Cortada i de Salses | 563  | 69,9 |
|                                | Altres           | Altres                             | 243  | 30,1 |
| Total                          | Total            | Total                              | 806  | 100  |

### Dècada de 1880
| Eleccions generals del 04/04/1886 |                  |                         |      |      |
| Partit/Ideologia                  | Partit/Ideologia | Candidat                | Vots | %    |
|                                   | Conservador      | Fèlix Macià i Bonaplata | 502  | 53,7 |
|                                   | Altres           | Altres                  | 433  | 46,3 |
| Total                             | Total            | Total                   | 935  | 100  |

| Eleccions generals del 27/04/1884 |                  |                         |      |      |
| Partit/Ideologia                  | Partit/Ideologia | Candidat                | Vots | %    |
|                                   | Liberal          | Fèlix Macià i Bonaplata | 477  | 51,3 |
|                                   | Altres           | Altres                  | 452  | 48,7 |
| Total                             | Total            | Total                   | 929  | 100  |

| Eleccions generals del 20/08/1881 |                  |                         |      |      |
| Partit/Ideologia                  | Partit/Ideologia | Candidat                | Vots | %    |
|                                   | Liberal          | Fèlix Macià i Bonaplata | 832  | 84,1 |
|                                   | Altres           | Altres                  | 157  | 15,9 |
| Total                             | Total            | Total                   | 989  | 100  |

### Dècada de 1870
| Eleccions generals del 20/04/1879 |                  |                         |       |      |
| Partit/Ideologia                  | Partit/Ideologia | Candidat                | Vots  | %    |
|                                   | Liberal          | Fèlix Macià i Bonaplata | 1.005 | 99,4 |
|                                   | Altres           | Altres                  | 6     | 0,6  |
| Total                             | Total            | Total                   | 1.011 | 100  |

| Eleccions generals del 20/01/1876 |                  |                      |       |      |
| Partit/Ideologia                  | Partit/Ideologia | Candidat             | Vots  | %    |
|                                   | Liberal          | Joan Fabra i Floreta | 2.063 | 77,1 |
|                                   | Altres           | Altres               | 614   | 22,9 |
| Total                             | Total            | Total                | 2.677 | 100  |

| Eleccions generals del 10/05/1873 |                                     |                                 |       |      |
| Partit/Ideologia                  | Partit/Ideologia                    | Candidat                        | Vots  | %    |
|                                   | Partit Republicà Democràtic Federal | Francesc de Paula Roqué i Feliu | 1.703 | 53,3 |
|                                   | Altres                              | Altres                          | 1.493 | 46,7 |
| Total                             | Total                               | Total                           | 3.196 | 100  |

| Eleccions generals del 24/08/1872 |                  |                       |       |      |
| Partit/Ideologia                  | Partit/Ideologia | Candidat              | Vots  | %    |
|                                   | Sense dades      | Adolf Clavé i Flaquer | 3.577 | 99,8 |
|                                   | Altres           | Altres                | 7     | 0,2  |
| Total                             | Total            | Total                 | 3.584 | 100  |

| Eleccions generals del 03/04/1872 |                  |                      |       |      |
| Partit/Ideologia                  | Partit/Ideologia | Candidat             | Vots  | %    |
|                                   | Liberal          | Joan Fabra i Floreta | 4.385 | 63,6 |
|                                   | Altres           | Altres               | 2.514 | 36,4 |
| Total                             | Total            | Total                | 6.899 | 100  |

| Eleccions generals del 08/03/1871 |                  |                      |       |      |
| Partit/Ideologia                  | Partit/Ideologia | Candidat             | Vots  | %    |
|                                   | Liberal          | Joan Fabra i Floreta | 3.788 | 56,7 |
|                                   | Altres           | Altres               | 2.887 | 43,3 |
| Total                             | Total            | Total                | 6.675 | 100  |